# Bondarzewia
Bondarzewia is een geslacht van schimmels behorend tot de familie Bondarzewiaceae. De typesoort is Bondarzewia montana, die later is hernoemd naar Bondarzewia mesenterica.

## Kenmerken
De taaie, gesteelde, min of meer grijsbruine polyporiën hebben geen blaasjes of gespen. Het dimitische hyfensysteem bestaat uit generatieve hyfen en skelethyfen. De sterk amyloïde en ruwweg wrattenachtige geornamenteerde sporen zijn typerend voor het geslacht. Bondarzewia mesenterica is de typesoort en tevens de enige soort van het geslacht in Europa. Andere soorten komen voor in Noord-Amerika en de tropen. De meeste soorten zijn eetbaar, tenminste als ze jong zijn. De naam eert de Sovjet-Russische botanicus Apollinari Semjonowitsch Bondarzew, ook Apollinarij Semionovich Bondartsev (* Russisch Аполлинарий Семёнович Бондарцев) (1877-1968).

## Soorten
Volgens Index Fungorum bevat het geslacht de volgende dertien soorten (peildatum augustus 2023):
| Soortnaam                  | Auteur(s)                                | Publicatiejaar |
| -------------------------- | ---------------------------------------- | -------------- |
| Bondarzewia berkeleyi      | (Fr.) Bondartsev & Singer                | 1941           |
| Bondarzewia dickinsii      | (Berk.) Jia J. Chen, B.K. Cui & Y.C. Dai | 2016           |
| Bondarzewia guaitecasensis | (Henn.) J.E. Wright                      | 1964           |
| Bondarzewia indohimalayana | U. Singh, Hembrom, R.P. Bhatt & K. Das   | 2019           |
| Bondarzewia kirkii         | J.A. Cooper, Jia J. Chen & B.K. Cui      | 2016           |
| Bondarzewia mesenterica    | (Schaeff.) Kreisel                       | 1984           |
| Bondarzewia occidentalis   | Jia J. Chen, B.K. Cui & Y.C. Dai         | 2016           |
| Bondarzewia podocarpi      | Y.C. Dai & B.K. Cui                      | 2010           |
| Bondarzewia propria        | (Lloyd) J.A. Cooper                      | 2016           |
| Bondarzewia retipora       | (Cooke) M.D. Barrett                     | 2016           |
| Bondarzewia submesenterica | Jia J. Chen, B.K. Cui & Y.C. Dai         | 2016           |
| Bondarzewia tibetica       | B.K. Cui, J. Song & Jia J. Chen          | 2016           |
| Bondarzewia zonata         | K. Das, A. Parihar & Hembrom             | 2015           |